# 巴涅尔德比戈尔区
巴涅尔德比戈尔区（法語：arrondissement de Bagnères-de-Bigorre）是法国上比利牛斯省所辖的一个区。总面积1783.5平方公里，总人口48404，人口密度27人/平方公里（2018年）。主要城镇为巴涅尔德比戈尔。

## 辖区
巴涅尔德比戈尔区辖有170个市镇。